# Prosopocoilus squamilateris
Prosopocoilus squamilateris es una especie de coleóptero de la familia Lucanidae. Presenta las siguientes subespecies:
- Prosopocoilus squamilateris asaetosus
- Prosopocoilus squamilateris lucidus
- Prosopocoilus squamilateris squamilateris

## Distribución geográfica
Habita en Borneo.